# Bever (Graubünden)
Bever (do 1943. godine se mjesto zvalo Bevers) je mjesto u Švicarskoj u kantonu Graubünden gornji Engadin.

## Stanovništvo
¾ stanoništva Bevera su Švicarci a ostali Talijani i Nijemci.

## Grb
Na grbu mjesta Bever je naslikan hodajući Sveti Jakov zaštinik mjesta.

## Vanjske poveznice
- http://www.bever.ch, službena stranica na njemačkom.

## Galerija
- Bever u zimi